# Чепінг (комуна)
Комуна Чепінг (швед. Köpings kommun) — адміністративно-територіальна одиниця місцевого самоврядування, що розташована в лені Вестманланд у центральній Швеції.
Чепінг 160-а за величиною території комуна Швеції. Адміністративний центр комуни — місто Чепінг.

## Населення
Населення становить 24 846 чоловік (станом на вересень 2012 року). 
| Кількість населення комуни Чепінг за 1970-2010 роки | Кількість населення комуни Чепінг за 1970-2010 роки | Кількість населення комуни Чепінг за 1970-2010 роки | Кількість населення комуни Чепінг за 1970-2010 роки | Кількість населення комуни Чепінг за 1970-2010 роки |
| --------------------------------------------------- | --------------------------------------------------- | --------------------------------------------------- | --------------------------------------------------- | --------------------------------------------------- |
| Рік                                                 |                                                     |                                                     | Населення                                           |                                                     |
| 1970                                                | 1970                                                |                                                     | 29 718                                              | 29 718                                              |
| 1975                                                | 1975                                                |                                                     | 27 872                                              | 27 872                                              |
| 1980                                                | 1980                                                |                                                     | 27 201                                              | 27 201                                              |
| 1985                                                | 1985                                                |                                                     | 26 371                                              | 26 371                                              |
| 1990                                                | 1990                                                |                                                     | 26 444                                              | 26 444                                              |
| 1995                                                | 1995                                                |                                                     | 26 137                                              | 26 137                                              |
| 2000                                                | 2000                                                |                                                     | 24 763                                              | 24 763                                              |
| 2005                                                | 2005                                                |                                                     | 24 646                                              | 24 646                                              |
| 2010                                                | 2010                                                |                                                     | 24 905                                              | 24 905                                              |
| Джерело: SCB                                        |                                                     |                                                     |                                                     |                                                     |

## Населені пункти
Комуні підпорядковано 3 міські поселення (tätort) та низка сільських, більші з яких:
- Чепінг (Köping)
- Кольсва (Kolsva)
- Мункторп (Munktorp)
- Чіндбру (Kindbro)
- Мальмен (Malmön)

## Галерея

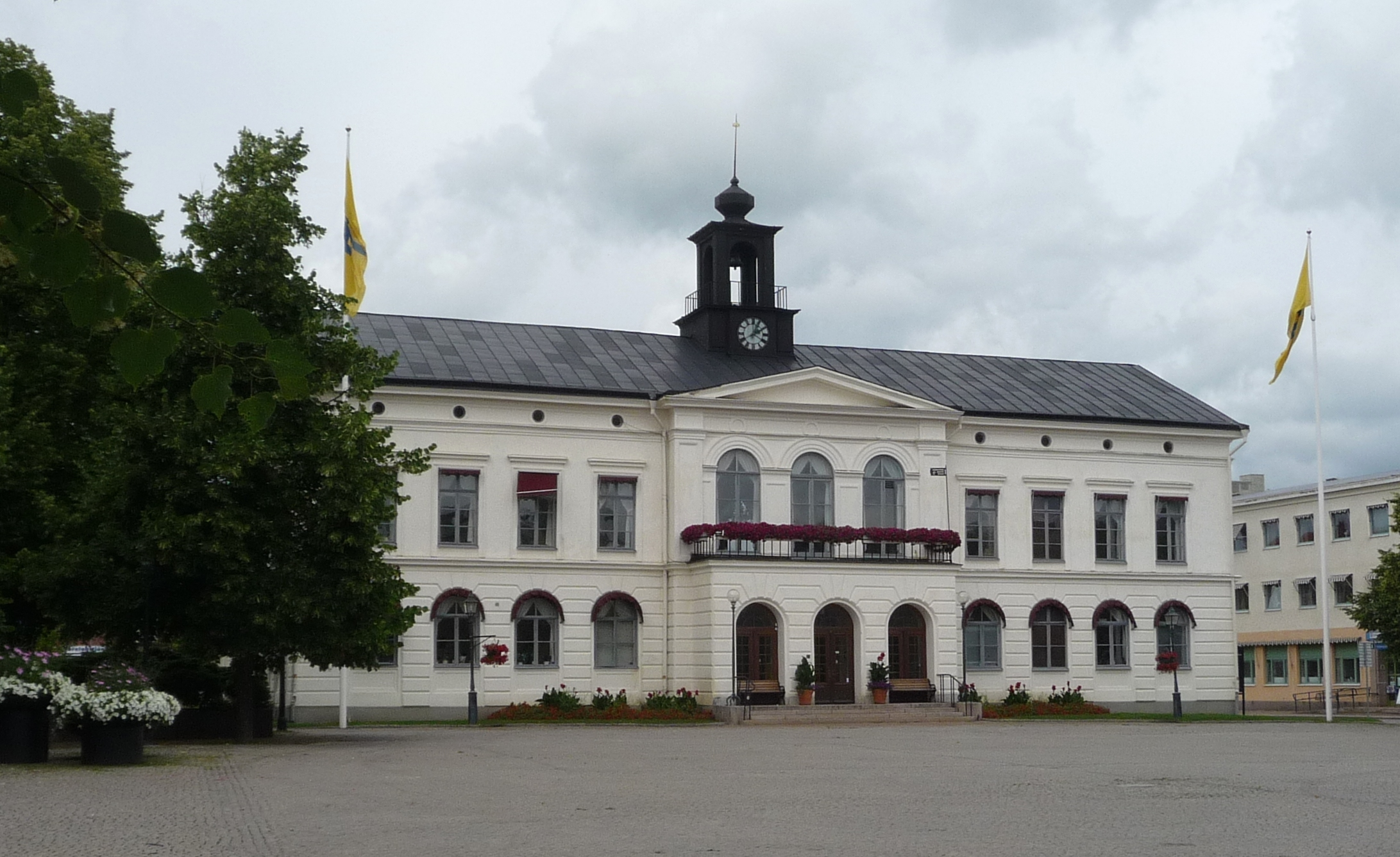
Ратуша (Чепінг)
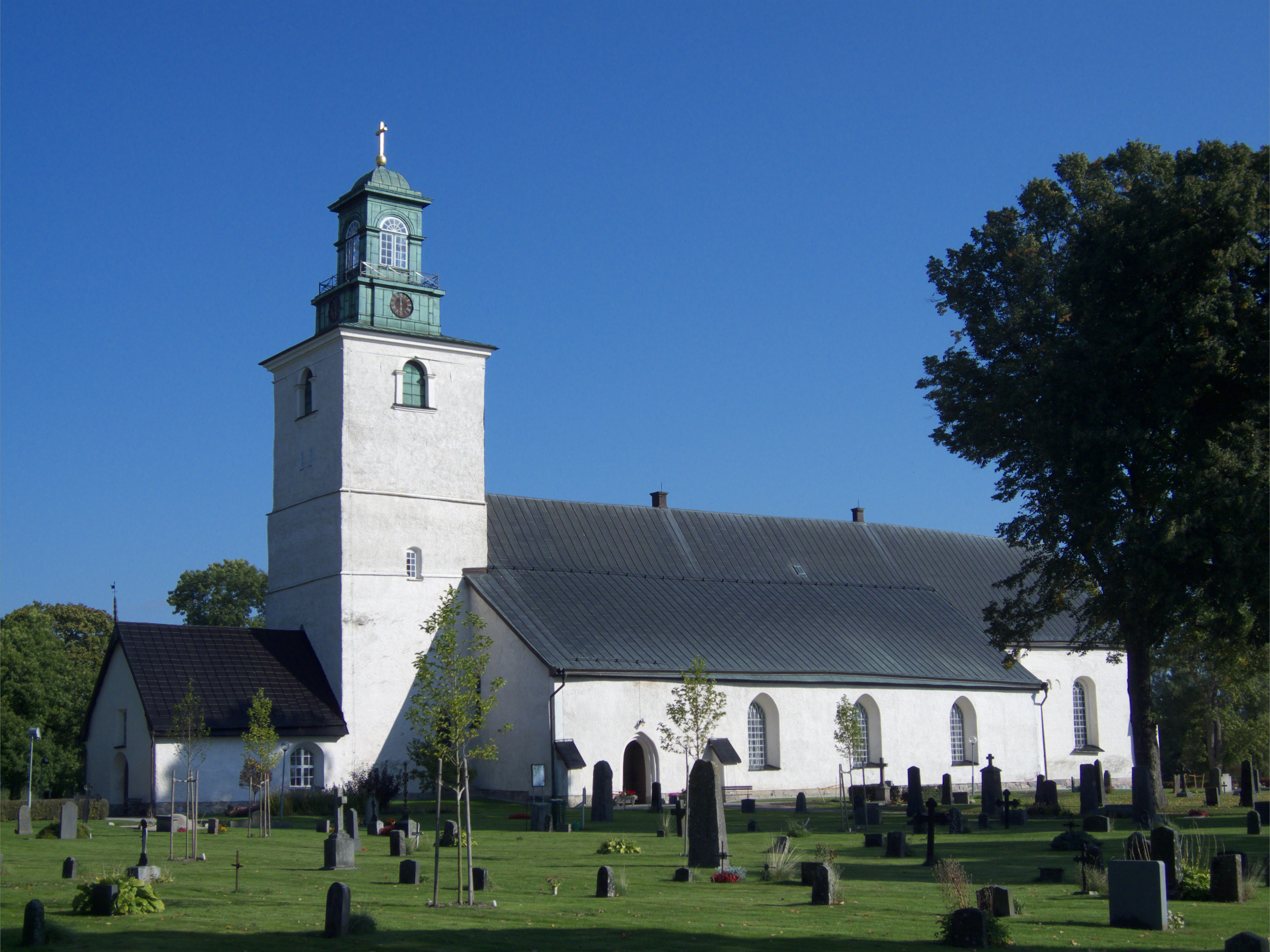
Церква (Мункторп)
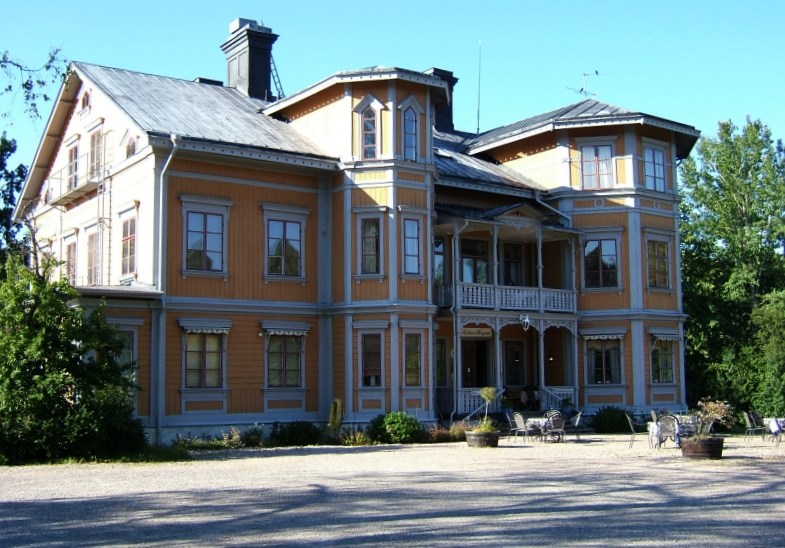
Містечко Кольсва
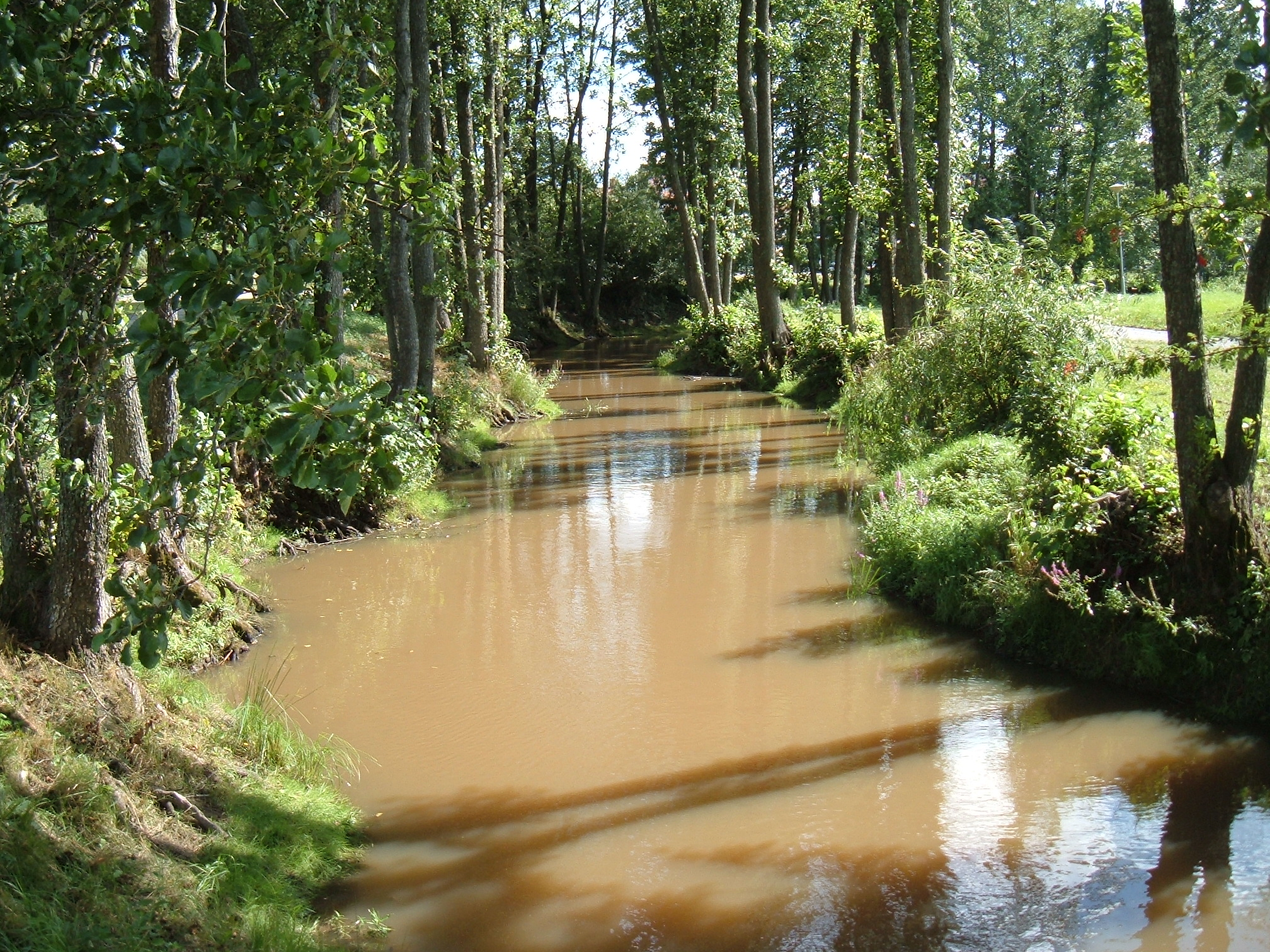
Річка Чепінг

## Виноски
1. ↑  Folkmangd i riket, lan och kommuner (шв.) . Центральне бюро статистики Швеції. Архів оригіналу за 20 серпня 2013. Процитовано 10 лютого 2013.